# Brandon Butler jr
Brandon Butler jr (31 marzo 1995) è un giocatore di football americano tedesco, di ruolo wide receiver.
Dopo il servizio militare nell'US Air Force ha giocato a football americano nelle squadre tedesche degli Aschaffenburg Stallions e dei Frankfurt Universe, per poi passare ai cechi Prague Lions per la stagione 2023 della ELF.